# Варшавський договір (1970)

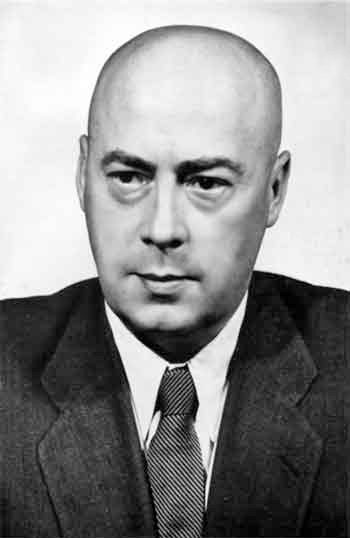
Юзеф Циранкевич, прем'єр-міністр Польської Народної Республіки.

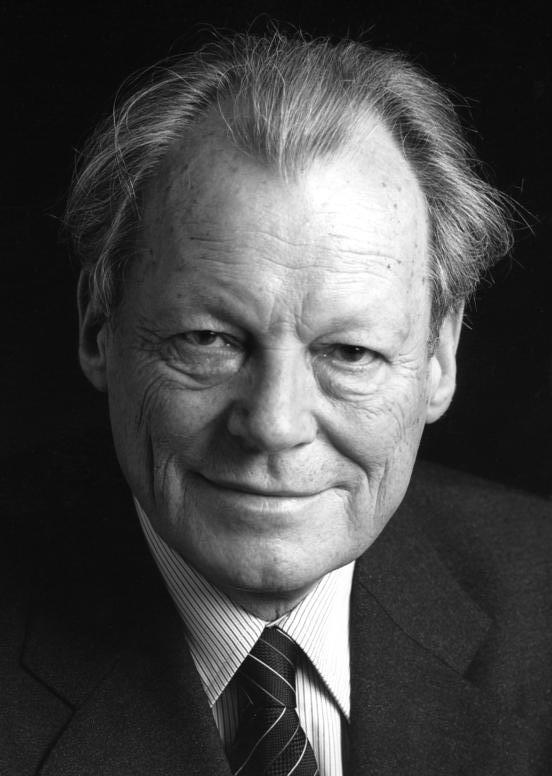
Віллі Брандт, федеральний канцлер Західної Німеччини.

Варшавський договір (нім. Warschauer Vertrag, пол. Traktat warszawski) — договір між Федеративною Республікою Німеччина (Західна Німеччина) і Польскою Народною Республікою. Він був підписаний канцлером Віллі Брандтом і прем’єр-міністром Юзефом Циранкевичем у Президентському палаці 7 грудня 1970 року, а 17 травня 1972 року ратифікований Бундестагом Західної Німеччини.
У договорі обидві сторони взяли на себе зобов’язання ненасильства та визнали існуючий кордон — лінію Одер-Нейсе, нав’язаний Німеччині Радянським Союзом у 1945 році після закінчення Другої світової війни. Відтоді це було досить делікатною темою, оскільки Польща була стурбована тим, що німецький уряд може спробувати повернути деякі з колишніх східних територій. З польської точки зору, передача цих регіонів вважалася компенсацією за колишню польську територію на схід від лінії Керзона («Креси»), яка була анексована Радянським Союзом у 1939 році.
У Західній Німеччині Брандт піддався жорсткій критиці з боку консервативної опозиційної партії ХДС/ХСС, яка відзначила його політику як зраду національним інтересам. Під час підписання договору західнонімецькі коментатори стверджували, що це не може бути остаточним вирішенням питання щодо польського кордону, адже у статті IV даного договору зазначено, що попередні договори, такі як Постдамська угода, не були заміщені цим останнім договором; тому можна стверджувати, що положення цього договору можуть бути змінені остаточним мирним договором між Німеччиною та антигітлерівською коаліцією, як передбачено Постдамською угодою.
Варшавський договір був важливим елементом «нової східної політики», висунутий канцлером Брандтом і підтриманий його правлячою Соціал-демократичною партією Німеччини. Внаслідок підписання у 1990 році Договору про остаточне врегулювання питання щодо Німеччини, лінія Одер-Нейсе була знову підтверджена без будь-яких застережень у Договорі про німецько-польський кордон, підписаному 14 листопада 1990 року об’єднананою Німеччиною та Польщею.